# Valentina Gottardi
Valentina Gottardi (* 19. November 2002 in Modena) ist eine italienische Beachvolleyballspielerin.

## Karriere
Mit Claudia Scampoli wurde Gottardi im Mai 2021 Neunte bei der U22-Europameisterschaft in Baden. Im gleichen Jahr belegte sie mit Aurora Matavelli den fünften Rang bei den kontinentalen Meisterschaften der unter Zwanzigjährigen in Izmir.
Ihren bis dahin größten Erfolg erreichte die gebürtige Modenesi im Oktober, als sie und ihre neue Partnerin Marta Menegatti Neunte bei den World Tour Finals in Cagliari in ihrem Heimatland wurden. Dieses Ergebnis konnten die beiden Athletinnen bei der Weltmeisterschaft 2022 noch toppen, als sie in der Hauptstadt Italiens nach ihrem zweiten Platz in Pool F die Argentinierinnen Gallay/Pereyra sowie ihre italienischen Landsfrauen Scampoli/Bianchin besiegten und erst im Viertelfinale an den späteren Finalistinnen Sophie Bukovec und Brandie Wilkerson scheiterten. Ebenfalls den geteilten fünften Platz erreichten die beiden Italienerinnen bei den Europameisterschaften in München. Nachdem sie in der Hauptrunde zunächst die Litauerinnen Dumbauskaitė/Grudzinskaitė und anschließend die Deutschen Ittlinger/Schneider besiegt hatten, scheiterten sie auf dem Weg ins Halbfinale an den Spanierinnen Daniela Álvarez und Tania Moreno.
Im folgenden Jahr gelang Menegatti/Gottardi ihr erster gemeinsamer Semifinaleinzug in einem Elite16 bei der Veranstaltung in Tepic und sie gewannen danach ihr erstes Challenge im brasilianischen Saquarema. Zwei Monate später siegten sie bei der italienischen Meisterschaft. Beim Pariser Elite16 wurden sie wie schon in Mexiko vierte. 2024 konnten sie ihr Vorjahresergebnis aus Tepic bestätigen. Nach zwei Viertelfinalteilnahmen bei gleichwertigen Wettbewerben in Ostrava und Gstaad wurden sie Gruppendritte bei den Olympischen Spielen in Paris, verloren jedoch in der ersten Hauptrunde gegen Hughes und Cheng und belegten so den geteilten neunten Rang. Für Gottardi war es die erste Teilnahme an Olympischen Spielen. Bei den Europameisterschaften verloren die Italienerinnen zunächst gegen ihre Landsfrauen Reka Orsi Toth / Giada Bianchi, gewannen die folgenden Begegnungen und wurden erst im Endspiel von Tillmann / Müller gestoppt. Anschließend standen sie In Hamburg zum zweiten Mal in der Saison bei einem Elite16 im Halbfinale.